# Jasna Merkù
Jasna Merkù, slikarka, ilustratorka, grafičarka, likovna pedagoginja, * 4. junij 1958, Trst.

## Življenje in delo
Jasna Merkù se je rodila v Trstu, oče je bil znani skladatelj in slavist Pavle, mati pa učiteljica angleščine Marta (rojena Jerič). Obvezno šolanje je opravila na slovenskih osnovnih in srednjih šolah v centru Trsta, nato se je vpisala na znanstveni licej France Prešeren v Trstu in maturirala leta 1977. Nato je študirala na Visokem zavodu za uporabno umetnost (ISIA - Istituto superiore per le industrie artistiche - Higher Institute for Artistic Industries) v Urbinu in leta 1981 diplomirala v smeri za grafično in reklamno oblikovanje z diplomsko nalogo o ikonografiji čarovnice. Leta 1977 je obiskovala tečaje globokega tiska pod vodstvom Marjana Kravosa, kasneje tečaj akta pod vodstvom Nina Perizija v tržaškem muzeju Revoltella, tečaje keramičnega oblikovanja v delavnici Ondine Brunettijeve v Trstu, med leti 1990–91 se je izpopolnjevala v kiparstvu s prof. Dragom Tršarjem na Akademiji za likovno umetnost v Ljubljani. Leta 2001 je magistrirala na Oddelku za oblikovanje na Akademiji za likovno umetnost v Ljubljani z disertacijo Slovenski učbeniki v Italiji za šoloobvezne otroke od povojnih let dalje: Ta rozajanska kühinja, pod mentorstvom Zdravka Papiča. Od leta 1982 poučuje likovno vzgojo na slovenskih šolah v Trstu, najprej na nižjih srednjih šolah, kasneje na liceju.
Jasna Merkù je začela razstavljati že leta 1978 in je odtlej postavila ogromno razstav, vedno je rada sodelovala tudi pri skupinskih razstavah, po celem svetu. Zelo rada likovno eksperimentira. Večkrat sodeluje tudi na najrazličnejših slikarskih kolonijah, kot na primer leta 2017 na Sinjem Vrhu v sklopu dobrodelne kolonije Umetniki za Karitas. Kot ilustratorka in grafičarka je opremila ogromno število knjig, bodisi za odrasle kot za otroke.
Jasna Merkù je tudi publicistka, saj večkrat piše kritike o likovnem ustvarjanju za Primorski dnevnik, sodeluje z Radijem Trst A z lastnimi oddajami in tudi s pregledom umetnostnega utripa, piše za razne razstavne kataloge in več publikacij, sodelovala je z nekaterimi gesli tudi pri Primorskem slovenskem biografskem leksikonu, redno je sodelovala z otroško revijo Galeb. Redno predstavlja razstave in publikacije ter jo vabijo v komisije raznih likovnih natečajev.
Merkujeva od leta 1981 vodi likovne delavnice, pri svojem delu pa sledi didaktični metodi Bruna Munarija, po načelu, da je otrok, ki ustvarja, srečen.
Leta 2021 ji je JSKD – Javni sklad Republike Slovenije za kulturne dejavnosti podelil posebno priznanje na področju likovne dejavnosti, listino Antona Ažbeta.